# Rodney (televisieserie)
Rodney is een Amerikaanse televisiesitcom. Het verhaal, dat losjes gebaseerd is op het leven van acteur Rodney Carrington, gaat over zijn saaie werk en leven, dat hij wil veranderen door stand-upcomedian te worden. Ric Swartzlander is de bedenker en producer van de serie. David Himelfarb hielp hem met zijn werk.

## Verhaal
Rodney's heeft een vrouw, Trina (Jennifer Aspen), en twee zonen, Jack (Oliver Davis) en Bo (Matthew Josten). Hij brengt veel tijd door bij zijn beste vriend Barry Martin (Nick Searcy), die vaak probeert zijn vrouw Jeannie en zijn gestoorde stiefzus Charlie (Amy Pietz) te ontvluchten.